# Moviment ecologista

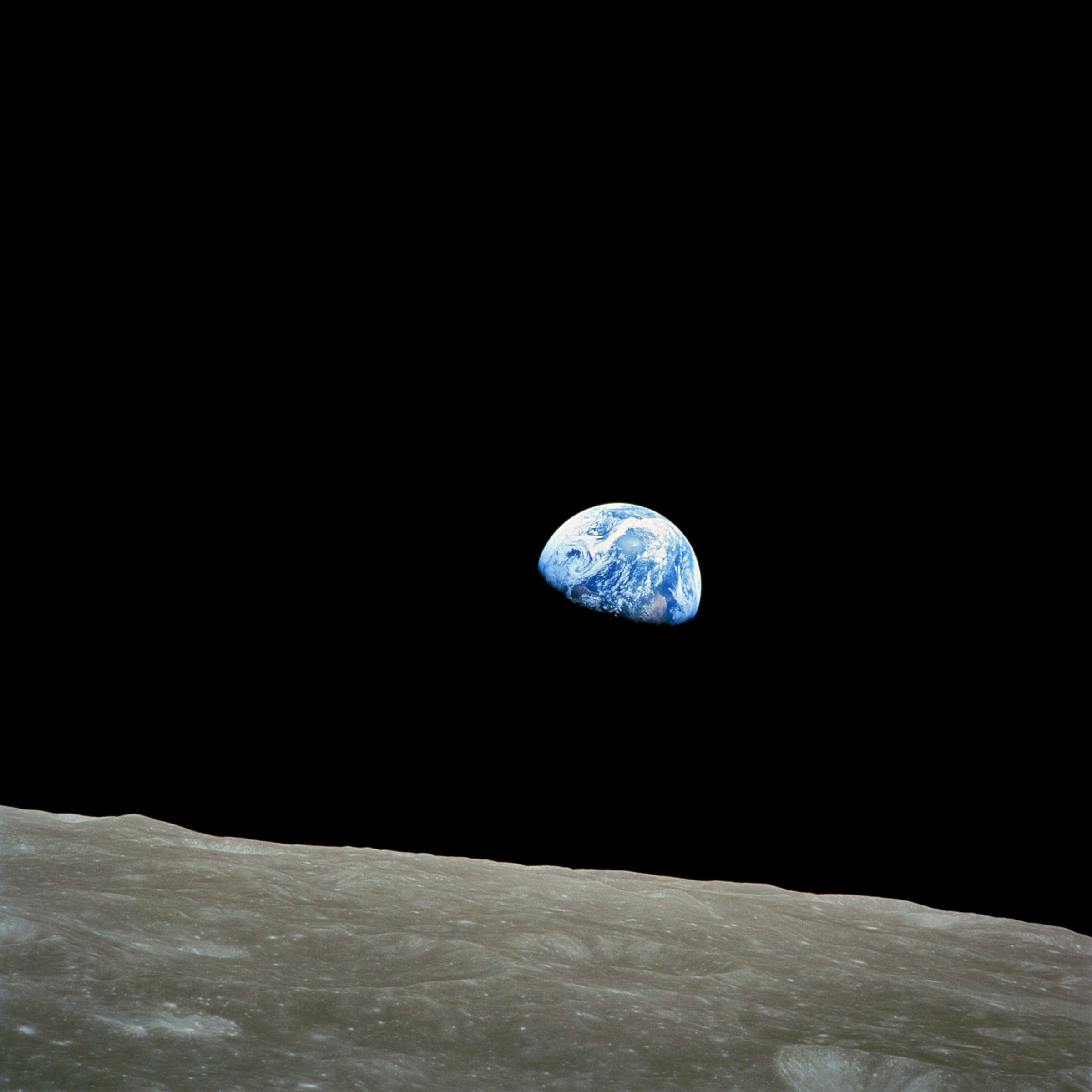
Apollo 8 Sortida de la Terra, 24 desembre 1968

El moviment ecologista (a vegades conegut com a moviment mediambiental), que incorpora també el moviment conservacionista i la política verda, és un moviment científic, social, i polític que aborda qüestions del medi ambient. Els ecologistes defensen la gestió sostenible de recursos i l'administració del medi ambient a través de canvis en les polítiques públiques i del comportament individual de les persones. En el seu reconeixement humanista com a participant dels ecosistemes, el moviment se centra en l'ecologia, salut, i els drets humans.
El moviment ecologista és un moviment internacional, representat per diverses organitzacions, des de les grans corporacions fins a les comunitats de base (grassroots) que varien segons els diferents països. A causa del seu gran nombre de membres, creences variades, de vegades de naturalesa especulativa, el moviment ambiental no sempre està unit per assolir els seus objectius. El moviment també inclou altres corrents amb un enfocament més específic, com el moviment climàtic. En el seu vessant més ample, el moviment incorpora la ciutadania privada, professionals, creients de confessions religioses, polítics, científics, organitzacions sense ànim de lucre i defensors dels drets civils.

## Història

### Conscienciació inicial
L'interès inicial pel medi ambient va ser un tret característic del moviment Romàntic de principis del segle xix. El poeta William Wordsworth havia viatjat extensament pel Lake District i va escriure que és un "tipus de propietat nacional en que cada home té un dret i un interès, té un ull per percebre i un cor per gaudir".

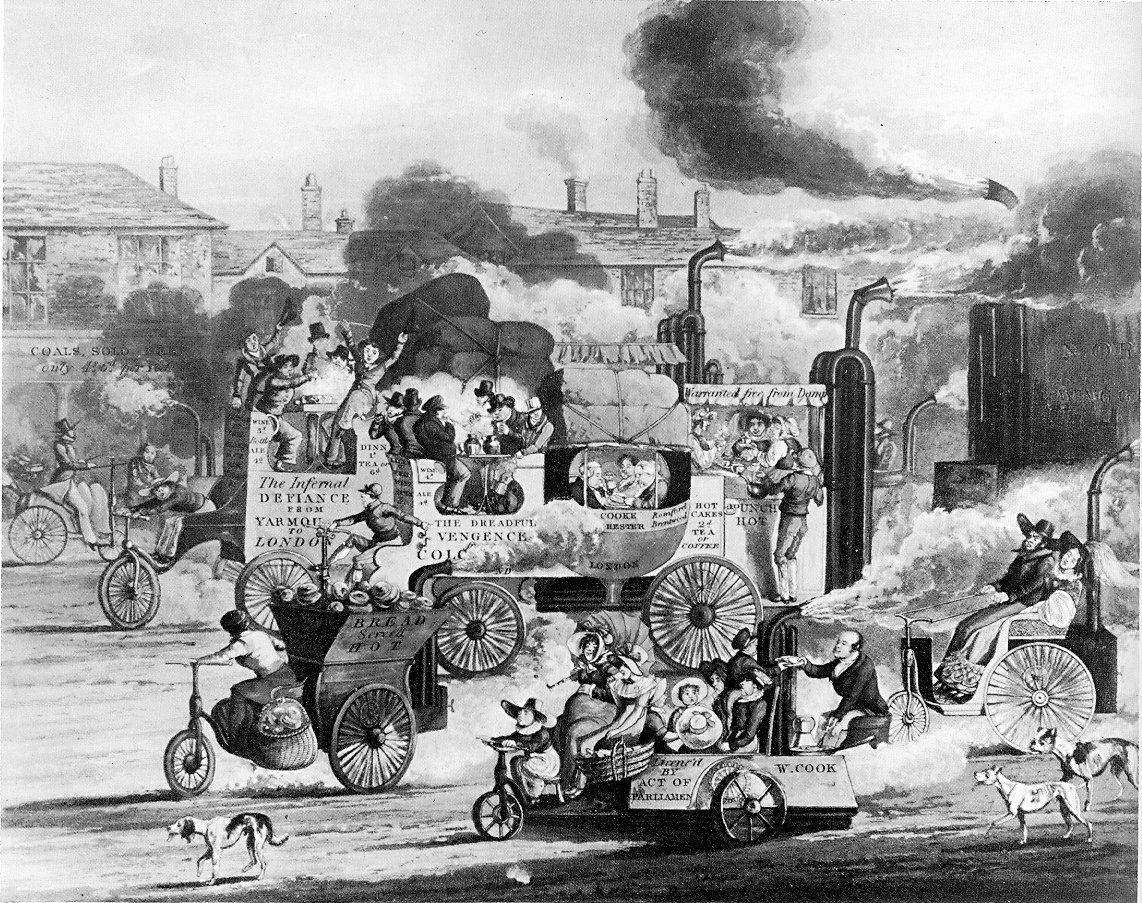
H. T. Alken. "A View in Whitechapel Road" (1831) Una visió futurista dels problemes de trànsit i contaminació que es veien a venir. Walter Hancock ja havia ideat les màquines de vapor.

Els orígens del moviment ecologista es una resposta a nivells creixents de contaminació per fum a l'atmosfera durant la Revolució Industrial. L'aparició de grans fàbriques i el creixement concomitant de consum de carbó, van donar lloc a un nivell de contaminació d'aire sense precedents als centres industrials. A partir del 1900 el volum gran de descàrregues químiques industrials, s'hi va afegir l'augment creixent de residus humans no tractats. Sota la pressió política creixent de la classe mitjana urbana, les primeres lleis mediambientals modernes a gran escala van entrar en vigor a la Gran Bretanya mitjançant les Alkali Acts, aprovades el 1863, que regulaven la contaminació atmosfèrica de l'aire (gasós àcid clorhidric) causats pel Procés Leblanc, utilitzat per produir carbonat de sodi.

### Moviment de conservacionista

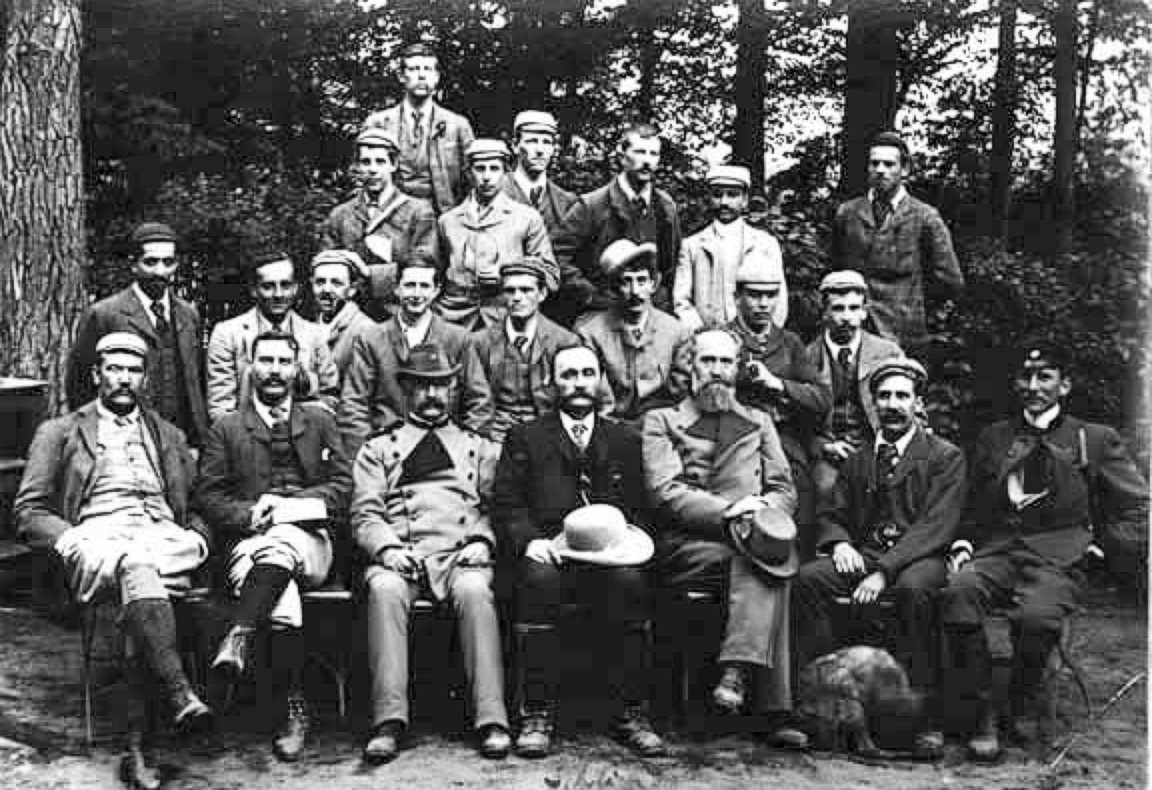
Estudiants de ciències forestals de la universitat d'Oxford, en una visita als boscos de Saxònia l'any 1892

El moviment conservacionista modern es va manifestar per primer cop als boscos de l'India, amb l'aplicació pràctica de principis de conservació científica. L'ètica de la conservació que va començar a evolucionar incloïa tres principis fonamentals: que l'activitat humana danyés el medi ambient, que hi hagués un deure cívic de mantenir el medi ambient per a les generacions futures, i que s'haurien d'aplicar mètodes científics basats empíricament per garantir que es complís aquest deure. James Ranald Martin va destacar en la promoció d'aquesta ideologia, publicant nombrosos informes medico-topogràfics que van demostrar la magnitud dels danys produïts a través de la desforestació i la dessecació a gran escala. Aquests estudis van pressionar àmpliament per a la institucionalització de les activitats de conservació dels boscos a l'Índia britànica a través de l'establiment de l'Indian Forest Service. A Madras, la Junta d'Ingressos va començar esforços de conservació locals el 1842, amb el comandament d'Alexander Gibson, un botànic professional que va adoptar sistemàticament un programa de conservació dels boscos basat en principis científics. Aquest va ser el primer cas de gestió estatal de boscos a tot el món. Finalment, el govern britànic, sota el governador general Lord Dalhousie va introduir el primer programa de conservació forestal permanent a gran escala al món el 1855, un model que aviat es va estendre a altres colònies, així com als Estats Units. El 1860, el Departament va prohibir l'ús de l'agricultura itinerant. El 1861, Hugh Cleghorn, publicava The forests and gardens of South India, es va convertir en el treball definitiu sobre el tema i va ser àmpliament utilitzat pels assistents forestals del subcontinent.
Sir Dietrich Brandis va ingressar al servei britànic el 1856 com a superintendent dels boscos de tec de la divisió de Pegu a l'est de Birmània. Durant aquest temps, els boscos de teca de Birmània eren controlats per les tribus Karen. Hi va introduir el sistema "taungya", en el qual els vilatans de Karen van proporcionar mà d'obra per netejar, plantar i desherbar plantacions de teca. Va formular una nova legislació forestal, i ajudà a establir institucions de recerca i formació. L'Imperial Forestry School a Dehradun va ser fundada per ell.

### Formació de les societats de protecció mediambiental
A finals del segle xix es van formar les primeres societats de conservació de la vida salvatge. El zoòleg Alfred Newton va publicar una sèrie d'investigacions al Desirability of establishing a 'Close-time' for the preservation of indigenous animals entre 1872 i 1903. La seva defensa de la legislació per protegir els animals de caça durant l'estació de reproducció, va provocar la formació de la formació de la Plumage League (més tard la Royal Society for the Protection of Birds) el 1889. La societat va actuar com a grup de protesta, fent campanya contra l'ús de plomes del cabussó emplomallat i de la gavineta de tres dits com a roba de pell. Aquesta Societat va atraure el creixent suport de les classes mitjanes suburbanes, i va influir en l'aprovació de la Sea Birds Preservation Act del 1869 com la primera llei de protecció de la natura al món.
Durant la major part del segle, des de 1850 a 1950, la principal causa mediambiental va ser la mitigació de la contaminació atmosfèrica. La Coal Smoke Abatement Society, es va fundar el 1898 com una de les organitzacions no governamentals mes antigues. Va ser fundada per l'artista Sir William Blake Richmond, frustrat pel gran nombre de morts a causa de la inhalació de fum de carbó. Tot i que hi havia alguna legislació anterior, la Llei de salut pública de 1875 exigia que tots els forns i xemeneies consumissin el seu propi fum.

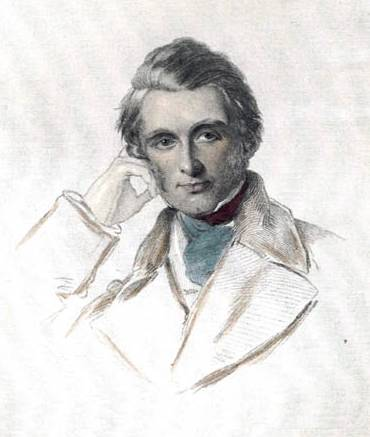
John Ruskin un pensador influent que va articular l'ideal Romàntic de conservació i protecció mediambiental

Els esforços sistemàtics generals en nom del medi ambient només van començar a finals del segle xix. En conseqüència va sorgir del moviment de les amenitats a la Gran Bretanya a la dècada de 1870, que va ser una reacció a la industrialització, al creixement de les ciutats i al deteriorament de la contaminació d'aigua i aire. Començant amb la formació de la Commons Preservation Society, el 1865, avui Open Spaces Society, el moviment va defensar la preservació rural contra la invasió de la industrialització. Robert Hunter, advocat de la societat, va treballar amb Hardwicke Rawnsley, Octavia Turó, i John Ruskin per liderar una campanya d'èxit per evitar la construcció de ferrocarrils per transportar pissarra de les pedreres, que haurien arruïnat les valls verges de Newlands i Ennerdale. Aquest èxit va conduir a la formació de la Lake District Defence Society, que mes endavant s'anomenaria The Friends of the Lake District.

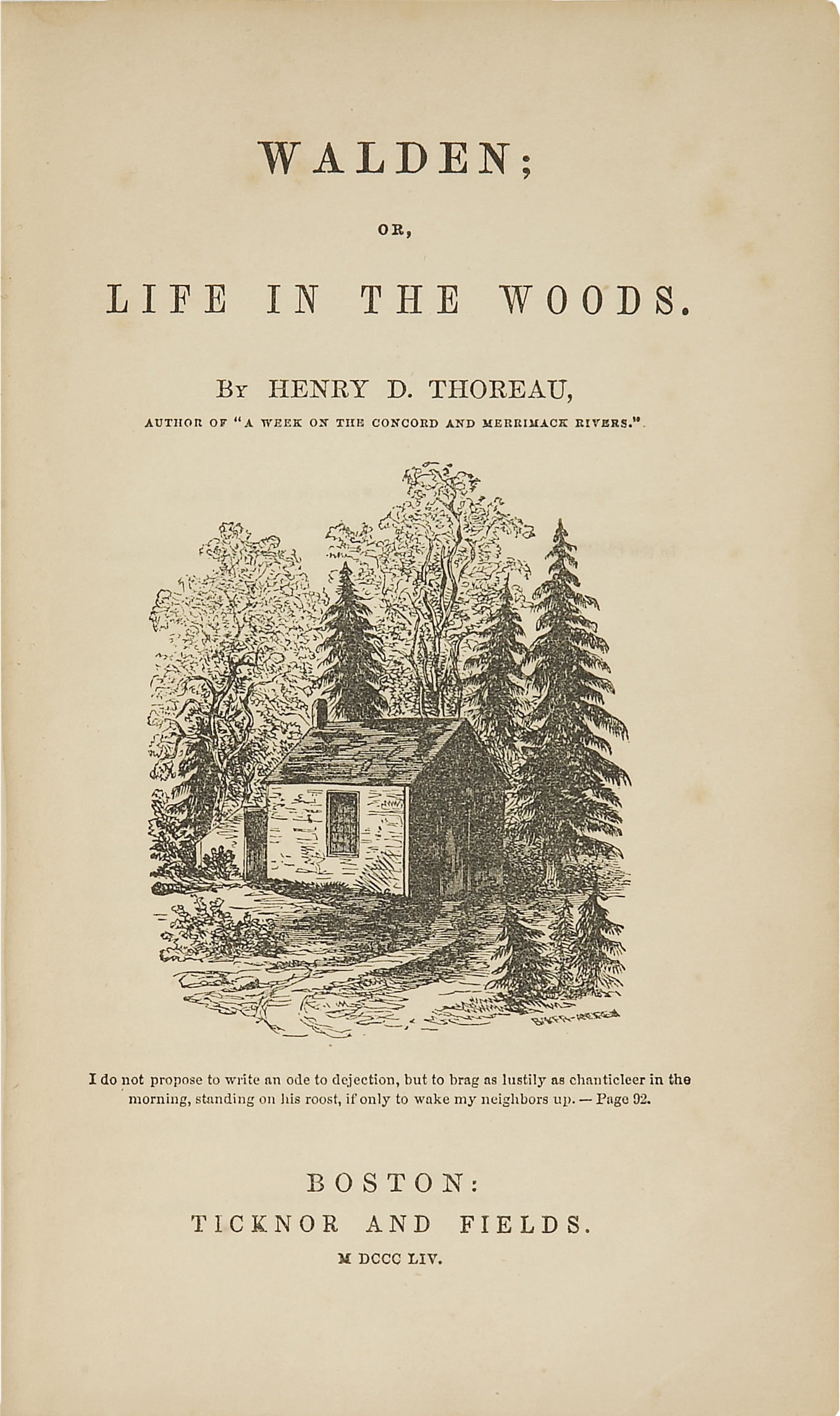
Pàgina de títol original de Walden per Henry David Thoreau

Hill, Hunter i Rawnsley van acordar el 1893 un organisme nacional per coordinar els esforços de conservació del medi ambient a tot el país. La "National Trust for Places of Historic Interest or Natural Beauty" va ser inaugurada formalment el 1894. L'organització va obtenir una base segura a través del projecte de la National Trust Bill de 1907, que va donar a l'entitat la seguretat d'una corporació legal i el projecte de llei es va aprovar a l'agost de 1907.
Inicialment, el moviment "Back-to-the-Land" `defensat per intel·lectuals com John Ruskin, William Morris, i Edward Carpenter, preveia l'ideal romàntic de l'ecologisme modern i anava contra el consumisme, la contaminació i altres activitats nocives pel món natural. El moviment va ser una reacció a les condicions urbanes de les ciutats industrials, on el sanejament era terrible, els nivells de contaminació intolerables, i les vivendes estaven molt afectades. Els seus membres van defensar la vida en petites granges "smallholding" com una utopia mítica, i van propiciar un retorn al camp. John Ruskin va argumentar que la gent hauria de retornar "a un petit tros de terra anglesa, bella, pacífica i fructífera. No hi tindrem màquines de vapor a sobre. . . tindrem un munt de flors i verdures. . . tindrem música i poesia; els nens aprendran a ballar i cantar-hi".
Fins i tot es van intentar l'establiment de petites cooperatives agràries que alhora tenien la intenció de recuperar velles tradicions rurals, sense la "contaminació de la fabricació o el càncer de l'artificialitat". Van ser revifades amb entusiasme, incloent la Dança Morris i el Maibaum.
Aquest moviment va començar als Estats Units a finals del segle xix, per la preocupació de protegir els recursos naturals del de l'Oest americà, amb personatges com John Muir i Henry David Thoreau que van fer contribucions filosòfiques claus. Thoreau estava interessat en la relació de les persones amb la naturalesa i ho va plantejar traslladant-se a prop del camp fent una vida senzilla. Va publicar les seves experiències al llibre Walden, el qual argumenta que les persones haurien d'estar estretament vinculades amb la naturalesa. Muir, va arribar a creure en el dret inherent a la naturalesa, especialment després de passar un temps de senderista a la Vall de Yosemite i estudiar tant la seva ecologia com geologia. Va assolir un èxit notable fent lobby al Congrés dels Estats Units per crear el Parc Nacional de Yosemite i va fundar el Sierra Club el 1892. Els principis conservacionistes, i la creença en un dret inherent a la naturalesa es convertirien en el fonament del moviment ecologista. No obstant i això, els principis del moviment als Estats Units es va desenvolupar amb una contradicció: els conservacionistes com John Muir volien que la terra i la natura es deixessin de banda pel seu propi be; mentre que altres, com Gifford Pinchot, nomenat cap del US Forest Service del 1905-1910, volien gestionar els recursos naturals per a ús humà.

### Segle XX
Al segle xx, les idees mediambientals van continuar creixent en popularitat i reconeixement. Es van començar a fer esforços per salvar la vida salvatge. La mort de l'últim colom migratori així com el perill d'extinció del bisó americà van ajudar a enfocar la ment dels conservacionistes i popularitzar les seves reivindicacions. El 1905 es funda la National Audobun Society als Estats Units, una de les organitzacions conservacionistes mes antigues del món, en honor del naturalista i ornitòleg John James Audubon. Un any després, el 1906, el Congrés dels Estats Units, sota el mandat de Theodore Roosvelt, promulga l'Antiquities Act (Llei d'Antiguitats) que tenia com a objectiu que el president reservés àrees públiques naturals como a parcs i terres protegides amb la categoria de monuments nacionals. El 1916 es va fundr el Servei de Parcs Nacionals dels Estats Units pel president Woodrow Wilson. Els pioners del moviment van demanar més professionalitat i eficàcia en la gestió dels recursos naturals. Els seus objectius eren la reforma de la legislació ambiental perquè creien que la destrucció de boscos, terra fèrtil, minerals, flora i fauna i recursos hídrics col·lapsarien la societat. El mateix any es promulgava la National Park Service Organic Act que regula el National Park Service, amb l'objectiu de conservar el paisatge de les àrees naturals i històriques dels Estats nits, gestionar-ne la vida salvatge, així com el gaudi pels visitants, preservant-los per al gaudi de les generacions futures.
La conservació dels recursos naturals és el problema fonamental. Tret que resolguem aquest problema, ens servirà poc resoldre tots els altres.

#### Inicis amb la 2a Guerra Mundial

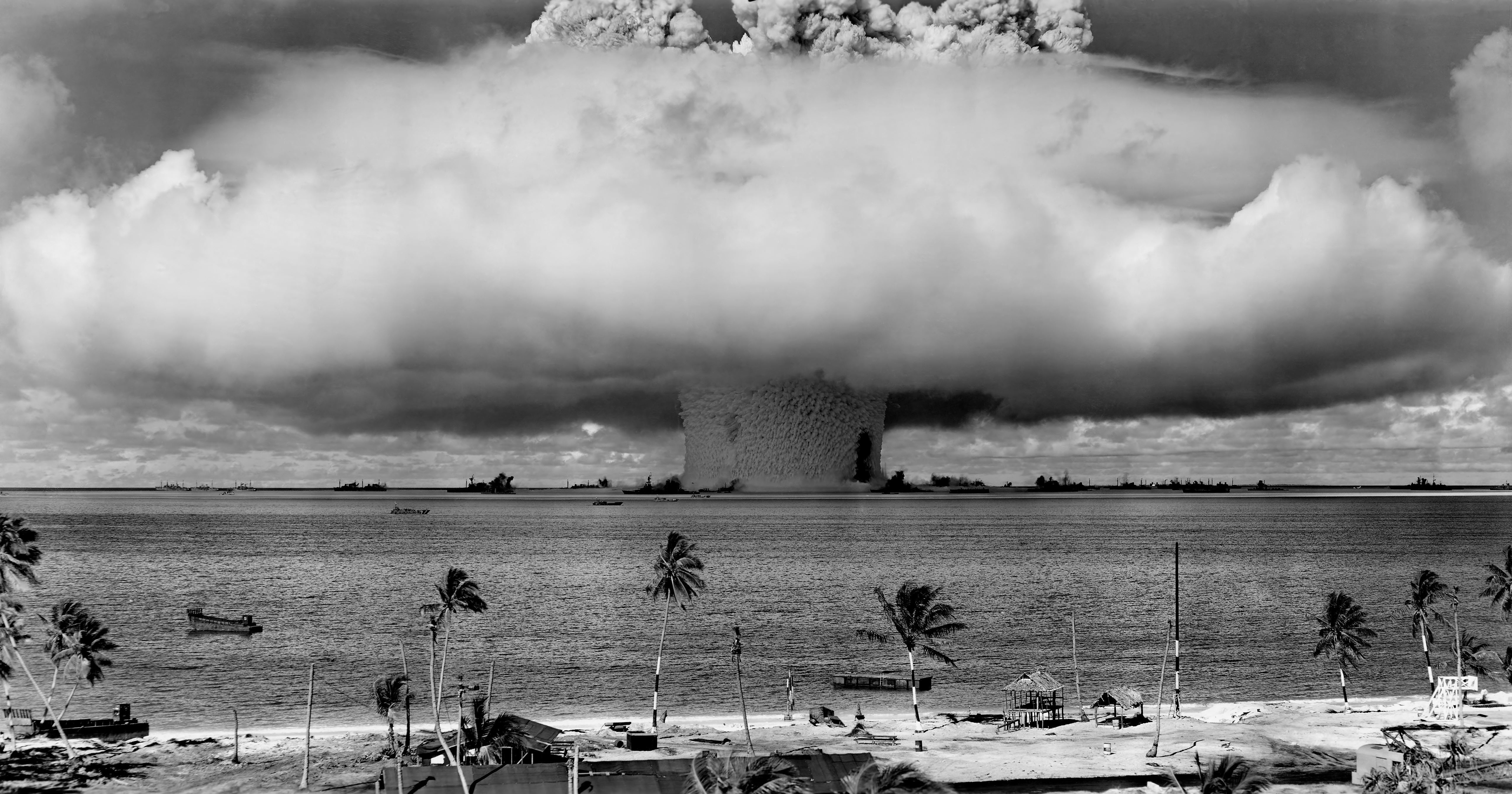
Imatge de gran resolució de l'explosió Baker presa des de l'Atol de Bikini, en l'Operació Crossroads.

El moviment ecologista dels Estats Units va començar a activar-se després de la Segona Guerra Mundial. Les societats occidentals van començar a prendre consciència vers els problemes ecològics, en reconèixer els costos vers la negligència ambiental, malalties i l'expansió de la contaminació de l'aire i aigua, a través dels diversos desastres ambientals que es van produir després de la guerra. A partir de llavors es van començar a organitzar els primers moviments socials que qüestionaven el productivisme i el consumisme de les societats capitalistes. Aldo Leopold va escriure el "A Sand County Almanac" en els anys quaranta, en la que reflexionava sobre una ètica basada en el medi ambient, rebutjant els interessos centrats en l'home, i cercant la preservació d'ecosistemes sans i renovables. Durant els anys 50es hi ha tres episodis importants en relació al moviment ecologista: el 1952 Londres va ser protagonista de l'episodi de contaminació atmosfèrica conegut com a Big Smoke (o Great Smog), que va causar milers de morts i malalts. El 1954 la prova de bomba termonuclear a l'Atol de Biquini va afectar la tripulació del pesquer japonès Daigo Fukuryu Maru amb pluges radioactives. El 1956 un vessament de mercuri incontrolat a la ciutat de Minamata al Japó va provocar mes de 1700 morts per la ingesta de peix contaminat per intoxicació per mercuri, provocant la síndrome neurològica coneguda com a Malaltia de Minamata amb sentència dictada el 1971.

#### Impuls a partir del Maig del 68

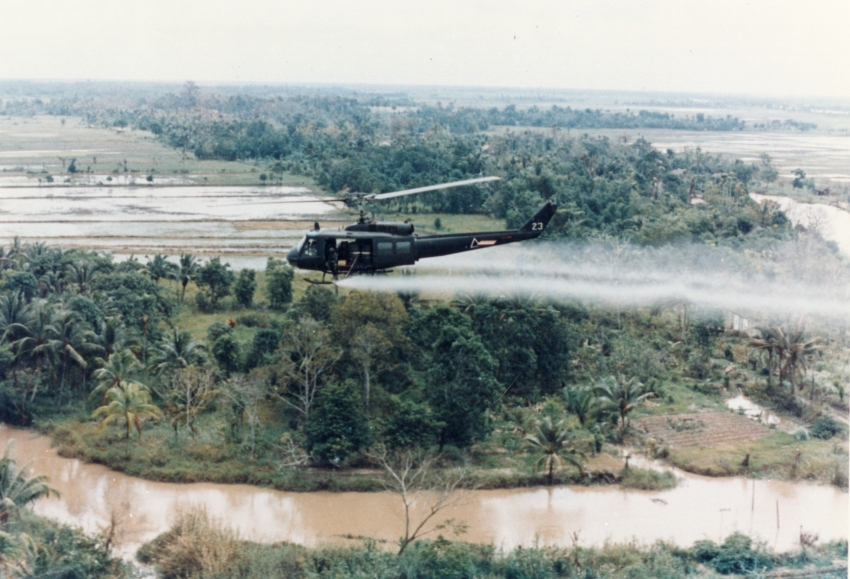
Helicopter de la U.S. Army Huey pulveritzant amb Agent taronja sobre cultius durant la Guerra del Vietnam.

El Maig del 68 va fer créixer un corrent social crític, condicionat per les conseqüències dels efectes de l'energia nuclear i la tensió de la Guerra freda entre el bloc occidental o de la OTAN, i el de la Unió Soviètica, amb el Pacte de Varsòvia. Aquests moviments van esclatar amb la reacció vers la Guerra del Vietnam i el Moviment afroamericà pels drets civils. Els conflictes derivats de la guerra i les desigualtats socials van produir un impuls de moviments pacifistes i amb una gran sensibilització social. Econimistes del moment van qüestionar el paradigma de la societat industrial. Robert Yung, plantejà la reducció de l'escala productiva, Ivan Illich, plantejava una productivitat ecològica i naturista, i Rugy Dutschke, criticava el model productivista i d'agricultura intensiva de la Revolució russa. A nivell filosòfic, intel·lectuals com Jean Paul Sartre o Albert Camus apostaven per l'utopia d'un sistema que pogués satisfer les necessitats de les futures generacions. Herbert Marcuse, de l'Escola de Frankfurt, qüestionava la injustícia de la societat industrial. Autors com André Gorz, proposaven una societat basada en l'adequació de l'home amb la natura i l'ús del temps lliure. Pel que fa a la Guerra del Vietnam cal significar com l'ús de l'Agent taroja durant l'Operació Ranch Hand, va deixar un gran nombre de discapacitats en la població a conseqüència dels efectes de la guerra química.

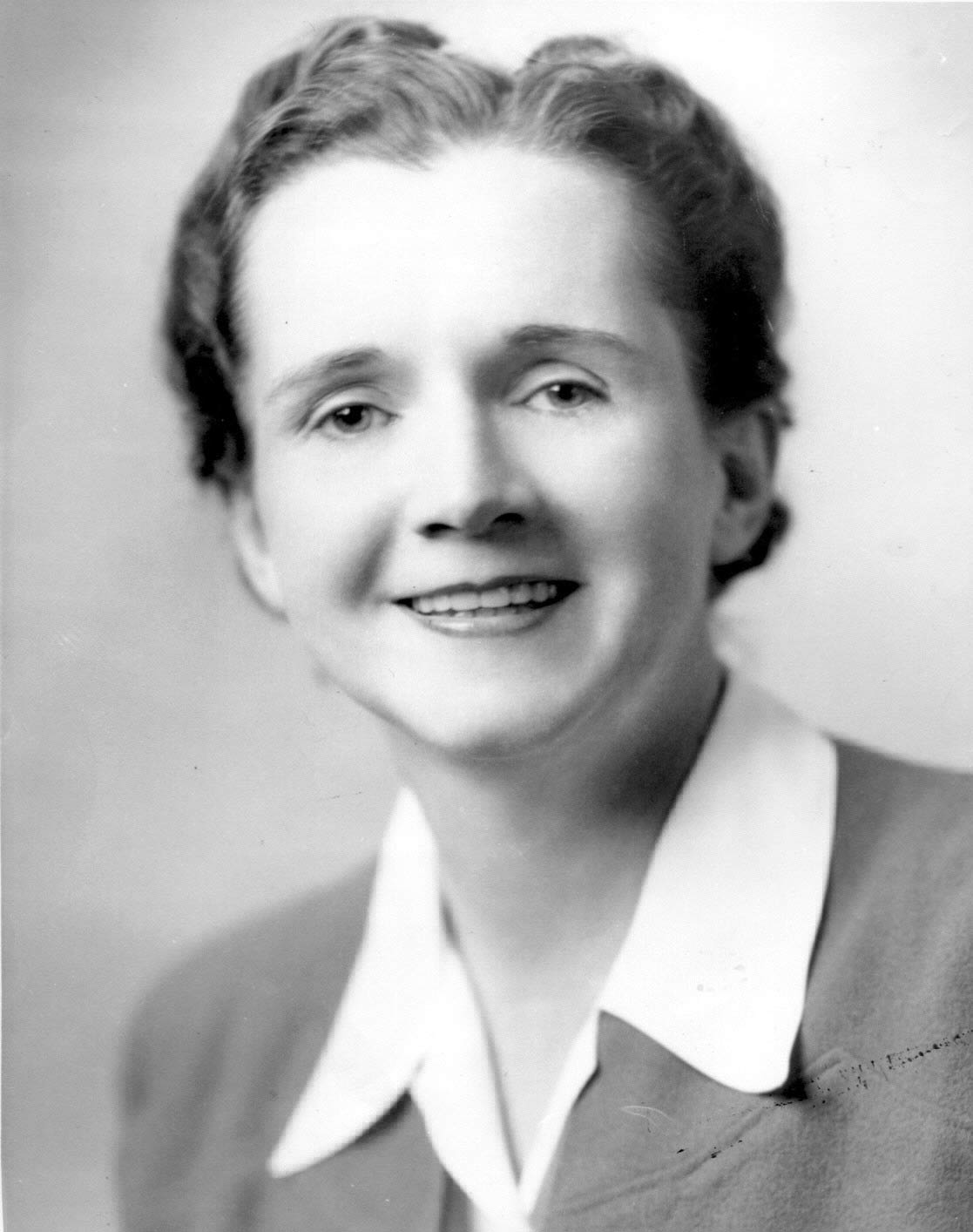
Rachel Carson (1940) autora de Primavera Silenciosa

La fi del moviment de Maig del 68 va impulsar nous moviments socials que qüestionaven el règim vigent: col·lectius d'utraesquerra; alternatius i pacifistes; orientalistes, espiritualistes i hippies, i el moviment ecologista i antinuclear. Els perills de l'energia nuclear i diverses catàstrofes ambientals que es van succeir a partir de 1969 van promoure una consciència ecològica global que combinava uns fonaments científics amb investigadors que alertaven sobre la degradació del planeta i els seus recursos. El cas mes paradigmàtic es la força que va arribar a tenir pel moviment Rachel Carson amb Primavera Silenciosa. En aquesta obra,reflexiona sobre la disminució de les poblacions d'aus a causa del DDT, un insecticida, i els intents de l'home de controlar la naturalesa mitjançant l'ús de substàncies sintètiques. El seu missatge fonamental per als seus lectors era identificar el complex i fràgil ecosistema i les amenaces que afrontava la societat. El 1958 Carson va començar a treballar en el seu darrer llibre, amb una idea que la naturalesa necessita protecció humana davant la pluja radioactiva, el smog, els additius alimentaris i l'ús de pesticides. Els pesticides van ser el seu principal cavall de batalla arribant a identificar la fragilitat de la naturalesa amb l'ús de tecnològic perillós per als humans i altres espècies. Al mateix temps, les investigacions científiques emergents van atraure una nova atenció a les amenaces existents i hipotètiques per al medi ambient i la humanitat. Entre ells hi havia Paul R. Ehrlich, el llibre de la qual Population Bomb (1968) va reviure les preocupacions malthusianes sobre l'impacte del creixement exponencial de la població.
Ambdós llibres van ajudar a posar els problemes ecològics al punt de mira. La Primavera Silenciosa de Carson va arribar a vendre mes de dos milions de còpies. Aquest recolzament basat en la ciència anava acompanyat de l'acció directa dels grups alternatius emergents que van plantejar protestes a nivell local en relació amb el medi ambient, i que posteriorment van arribar a tenir una estructura política.

#### Activisme, drets i plantejaments científics durant els 70

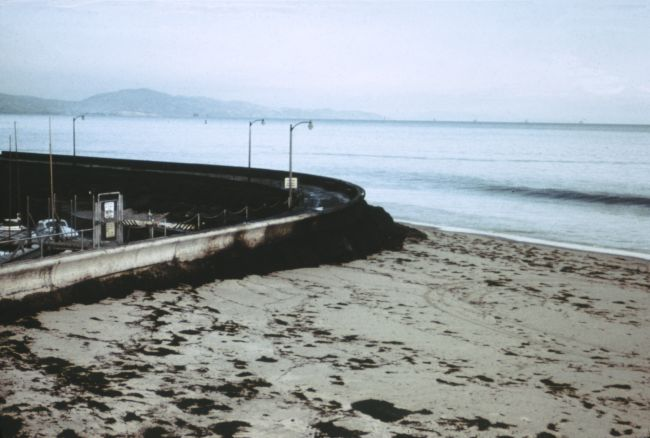
Vessament de petroli al costat del port de Santa Barbara (1969). Tinguem en compte la foscor de l'ona entrant; l'aigua té una capa gruixuda de petroli a la part superior.

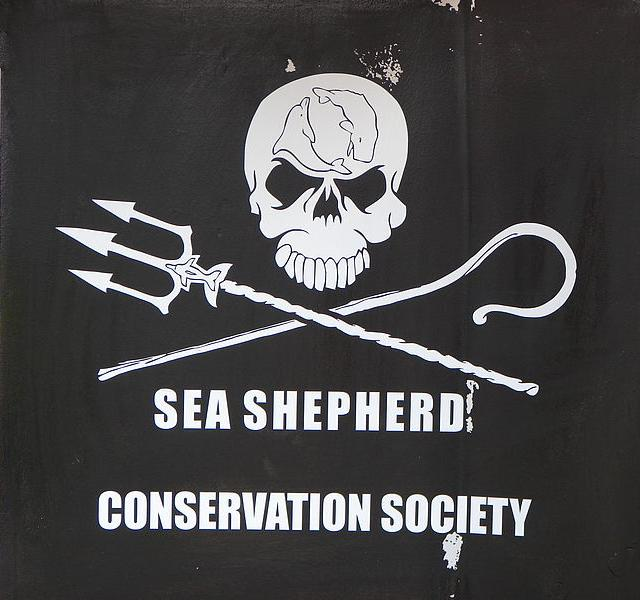
Bandera de la Sea Shepherd Conservation Society a l'Armada Rouen del 2013

Diagrama de cicle del carboni que mostra l'emmagatzematge i l'intercanvi anual de carboni entre l'atmosfera, la hidrosfera i la geosfera en gigatons (o milers de milions de tones) de carboni i que és un dels fonaments de la Hipòtesi gaia.

A la dècada de 1970, tant els èxits tecnològics, com la proliferació nuclear i les imatges de la Terra des de l'espai exterior, van proporcionar nous coneixements i raons de preocupació sobre el medi natural del planeta terra. Així sorgeixen una major consciència pública vers les ciències mediambientals,i ecologiques, que incorporen punts de vista moderns com l'esgotament de la capa d'ozó, escalfament global, pluja àcida, mutació aleatòria, plantes transèniques, genèticament va modificar collites i animals modificats genèticament. Amb la mutació de varietats vegetals, es van crear nous cultius exposant les llavors a productes químics o radiació. Moltes d'aquestes varietats encara es fan servir actualment. Alguns ecologistes diuen que les plantes i els animals modificats genèticament són inherentment dolents perquè són poc naturals. Altres assenyalen els possibles beneficis dels cultius transgènics com la conservació de l'aigua mitjançant el blat de moro modificat per ser menys "assedegat" i la disminució de l'ús de plaguicides a través de cultius resistents als insectes. També exposen que alguns animals de granja modificats genèticament han accelerat el seu creixement, la qual cosa significa que hi ha cicles de producció més curts que donen lloc a un ús més eficient dels pinsos. A més dels cultius i bestiar modificats genèticament, la biologia sintètica també progressa i els ecologistes afirmen que aquests éssers contenen riscos. A diferència dels organismes modificats genèticament, la biologia sintètica fins i tot utilitza parells de bases que no existeixen a la natura.
El primer Dia de Terra es va celebrar el 22 d'abril de 1970. El seu fundador, l'ex-senador de Wisconsin Gaylord Nelson, es va inspirar per crear aquest dia d'educació ambiental i consciènciació després de veure el vessament de petroli a la costa de Santa Bàrbara el 1969. Dos any abans, el 1967, el petrolier Torrey Canyon ja va encallar a la costa de Cornualla, causant grans danys a l'ecosistema del Canal de la Mànega, tant pel vessament com pels detergents i el napalm utilitzats per controlar el petroli. El 1969 hi va haver un dels vessaments de petroli mes importants al Canal de Santa Bàrbara a Califòrnia conegut com a Vessament de Santa Barbara, on es van vessar uns 16.000 m3 de cru durant 10 dies, ocupant uns 10 km de costa. A banda de les morts d'essers vius provocats, aquest vessament va tenir l'efecte postiu de renovar les lesgislació mediambiental dels Estats Units i el reforçament del moviment ecologista mundial.
Greenpeace es va crear el 1971 com a organització que creia que la incidència política i la legislació eren solucions ineficaces o ineficients, donant suport a accions no violentes. L'any següent, el biòleg Barry Commoner va generar un debat sobre el creixement, la riquesa i la "tecnologia defectuosa". A més, una associació de científics i líders polítics coneguts com a Club de Roma va publicar el seu informe The Limits to Growth el 1972,i va cridar l'atenció sobre la creixent pressió sobre els recursos naturals de les activitats humanes. El mateix any, es va celebrar la United Nations Conference on the Human Environment, organitzada a Estocolm, que va unir per primera vegada els representants de diversos governs en discussió sobre l'estat del medi ambient global. Aquesta conferència va conduir directament a la creació d'agències ambientals governamentals i al Programa de les Nacions Unides per al Medi Ambient.
La preocupació vers la desaparació i tràfic d'espècies animals i vegetals va fer que el 1973 s'implemeti el tratat multilateral conegut com a CITES (Convention on International Trade in Endangered Species of Wild Fauna and Flora) amb l'objectiu és garantir que el comerç internacional d'exemplars d'animals i plantes salvatges no posés en perill la supervivència de les espècies a la natura i que proporcionés diversos graus de protecció al seu entorn natural. Alguns països com els Estats Units van promoure una legislació específica que va tenir molt de ressò mundial, coneguda com a Endangered Species Act, ratificada el mateix any. Paul Watson, ex-membre de Greenpece, va fundar el 1977 l'organització Sea Shepherd Consevation Society, amb seu als Estats Units, es va preocupar en portar a terme accions directes defensar la vida marina. Un any després, a Espanya començva a emetre's la sèrie "El hombre y la Tierra" dirigida per un dels naturalistes mes importants del segle XX: Félix Rodriguez de la Fuente, que va tenir una molt bona acollida mediàtica.
A mitjan dècada dels setanta, l'activisme antinuclear s'havia anat més enllà de les protestes locals i de la política per obtenir una major atracció i influència. Tot i que no tenia una sola organització coordinadora, els esforços del moviment antinuclear van obtenir molta atenció, especialment al Regne Unit i als Estats Units. Després de l'Accident de Three Mile Island el 1979, es van produir moltes manifestacions massives. La més gran es va celebrar a la ciutat de Nova York el setembre de 1979 i va implicar a 200.000 persones. James Lovelock publicaria la seva Hipòtesi Gaia, formulada als seixanta, que postula que l'atmósfera i la superficie terrestre es comporten como un tot coherent on la vida, com a component cabdal, s'encarrega d'autorregular les seves condicions esencials como la temperatura, composició química i salinitat dels oceans.

#### Bhopal, Txernobil i Exxon Valdez en els 80

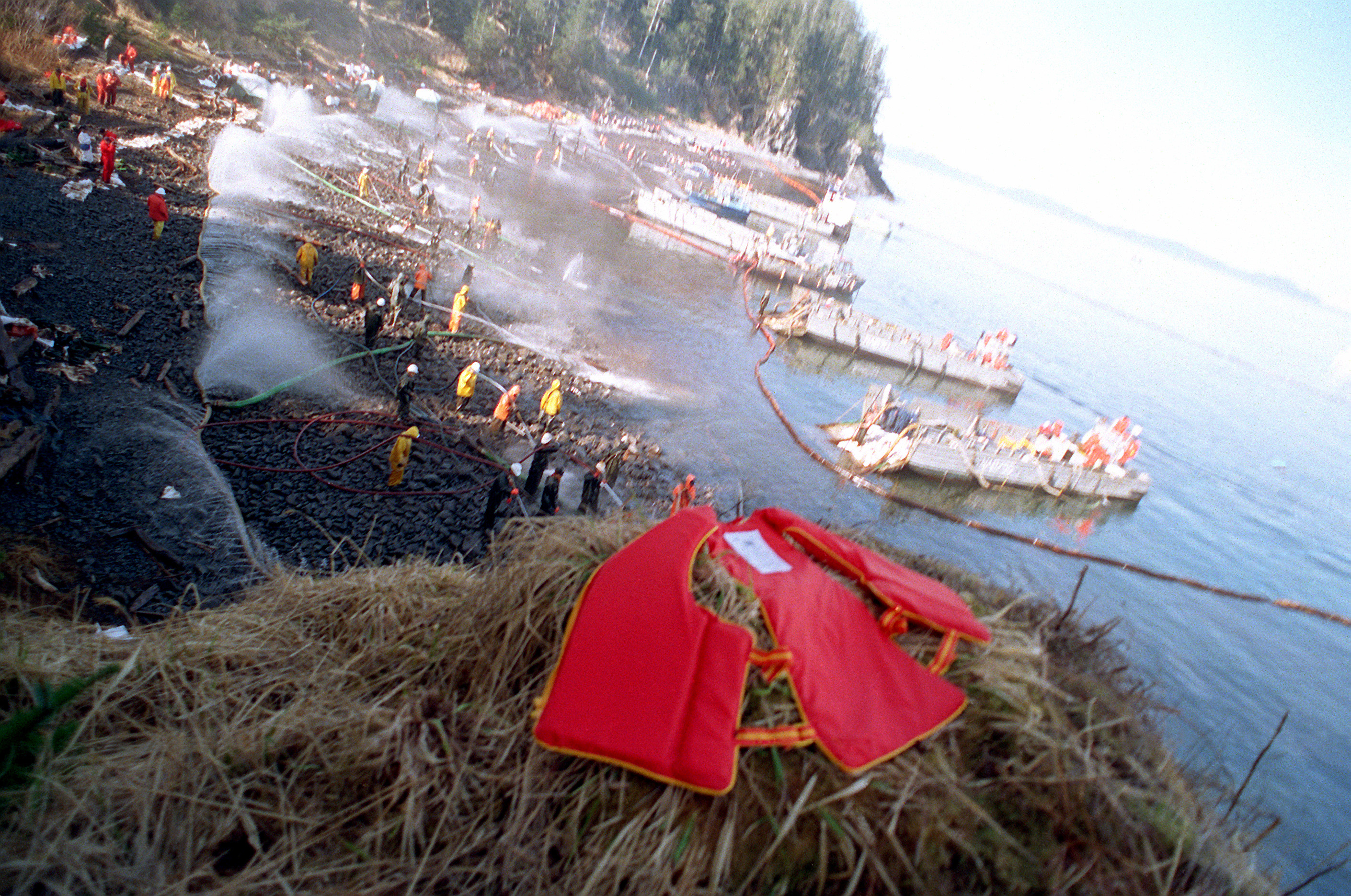
Esforços per netejar el vessament de petroli de l'Exxon Valdez

La dècada dels 80's es troba condicionada per tres grans accidents químic: Bhopal, radioactiu: Txernobil, i petrolier: Exxon Valdez. Son accidents que tenen un gran impacte mediàtic i contribueixen a sensibilitzar a la població mundial sobre la fragilitat del planeta Terra.
L'accident de Bhopal va succeir el 3 de desembre de 1984 a la regió de Bhopal (Índia), es va considerar com un accident mediambiental industrial que va originar una fuita de 42 tones d'isocianat de metil en una fàbrica de pesticides propietat de la companyia nord-americana Union Carbide. Van morir entre 6.000 i 8.000 persones en la primera setmana després de la fuita tòxica i almenys uns altres 15.000 van morir posteriorment com a conseqüència directa de la catàstrofe.
L'accident de Txernòbil va tenir lloc el 26 d'abril de 1985 i fou l'accident nuclear més greu de la història fins al moment. Es va produir a la Central Nuclear de Txernòbil a Ucraïna (llavors Unió Soviètica). Va ser el primer accident nuclear en ser classificat amb un set (nivell més alt) a l'escala internacional d'accidents nuclears, només assolit posteriorment,per de Fukushima I el 2011. 800.000 persones que van dedicar-se a minimitzar els efectes de la fuita radioactiva van acabar morts o malalts. Les poblacions de Belarús, Rússia i Ucraïna es van veure afectades, provocant un reassentament d'una població aproximada de 300.000 habitants.

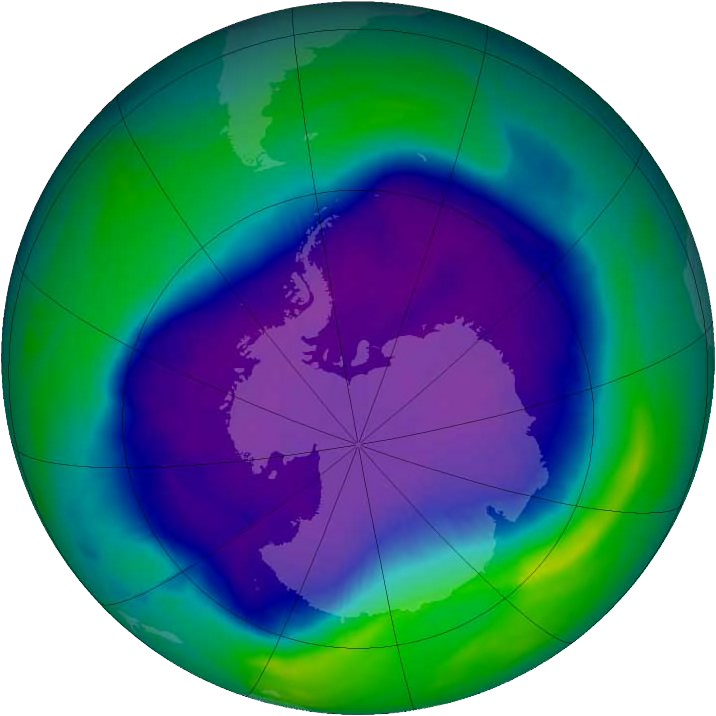
El major forat d'ozó antàrtic registrat el setembre de 2006. Tema de debat al Protocol de Montreal.

El petrolier Exxon Valdez, va ser un buc petrolier que va encallar al Estret del Príncep Guillem vessant 40.900 m³ (257 000 barrils) de petroli a la costa d'Alaskael 24 de març de 1989. L'impacte del vessament va afectar 2.100 km de la costa d'Alaska La vida marina de la regió es va veure seriosament afectada amb un impacte en morts que es calcula sobre 250.000 aus marines, 2.800 llúdries marines, 12 llúdries de riu, 300 foques comunes, 247 àguiles calves i 22 orques, i un nombre desconegut de salmons i arengs.
Entre tant, creix la sensibilització social vers els problemes mediambientals que es plantegen. El 1980 es va crear Earth First!, un grup amb una visió ecocèntrica del món, que creia que la millora en la igualtat dels drets dels éssers humans, havia de ser compatible amb els drets de totes les altres espècies a prosperar i als drets dels sistemes naturals a prosperar. La preocupació vers el benestar animal sorgeix cada cop amb mes força i es funda PETA als Estats Units, sigles de People for the Ethical Treatment of Animals, el mateix any. L'organització te per objectiu lluitar contra la cria intensiva d'animals de granja, l'experimentació amb animals, la cria d'animals per a obtenir la seva pell i la crueltat vers els animals utilitzats en espectacles, pesca, i el maltractament animal.
Durant els anys setanta, la ciència havia investigat com els clorofluorocarburs (CFC) artificials redueixen i converteixen les molècules d'ozó a l'atmosfera. Les amenaces relacionades amb la reducció de l'ozó atmosfèric van portar el tema a l'avantguarda dels problemes climàtics globals. La Convenció de Viena del 1985 va proporcionar el marc necessari per crear mesures reguladores que es prepararien el 1987 en el Protocol de Montreal. Aquest tractat enfoca l'eliminació de les emissions mundials que disminueixen els nivells d'ozó: principalment clor i brom. S'estableix un calendari obligatori per a l'eliminació de 96 productes químics en milers d'aplicacions a través de més de 240 sectors industrials.

#### L'escalfament global internacionalitza el moviment a partir dels 90

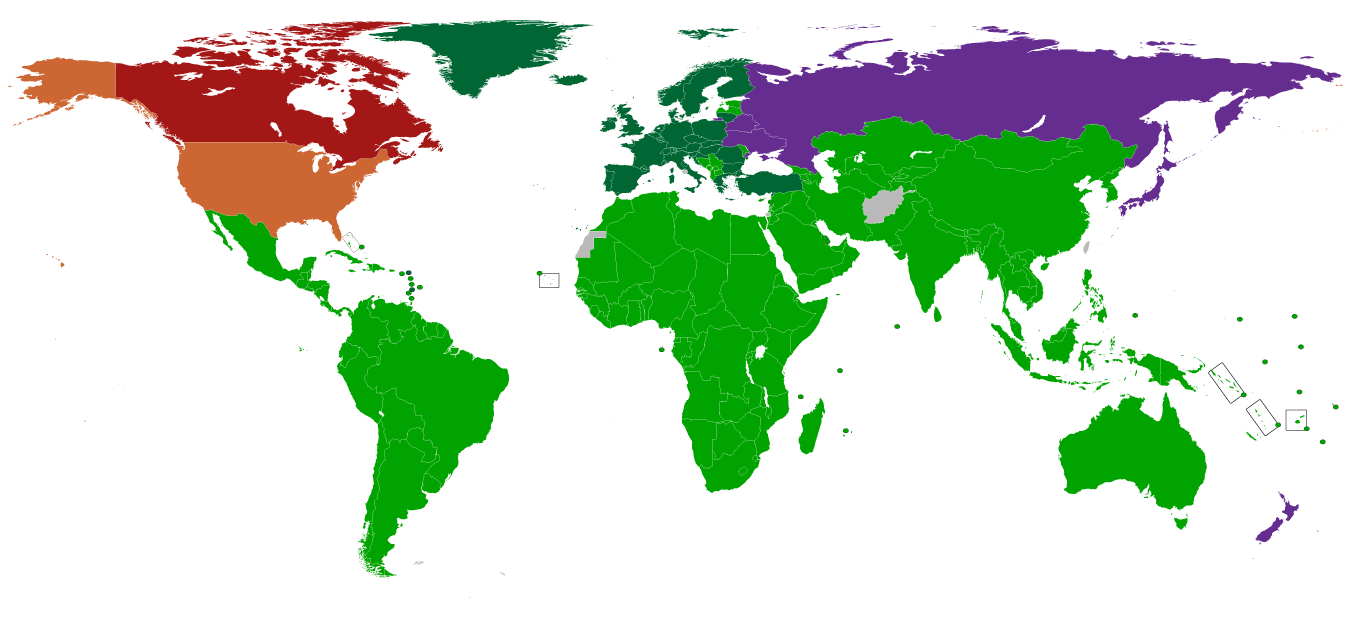
Protocol de Kyoto: 2012-2020, extensió del mapa de participació del 2012

A principis dels 90 el Grup Intergovernamental sobre el Canvi Climàtic de les Nacions Unides adverteix en un report que el canvi climàtic augmentarà la temperatura global pot arribar a ser de 2 graus F en 35 anys, i recomana reduir les emissions de CO2 a tot el món. Els treballs portats a terme per aquest grup seran el nucli preparatori per l'organització de la Cimera de Rio, també coneguda com a Cimera de la Terra, del 1992. 400 representants d'organitzacons no governamentals, amb 110 caps d'estat i de govern de 178 països. Es van tractar temes sobre reducció de components tòxics, com el Tetraetilplom en la gasolina, els residus tòxics, incloent els residus radioactius; les fonts d'energia alternatives per substituir l'ús de combustibles fòssils que es van vincular al canvi climàtic global; la necessitat de organitzar sistemes de transport públic per reduir les emissions de vehicles, els embotellaments a les ciutats i els problemes de salut causats per la contaminació atmosfèrica; per resoldre els problemes ocasionats pel consum d'aigua i la gestió dels recursos hídrics.
D'aquesta cimera en van sortir diferents documents aprovats com: Declaració de Río sobre el Medi Ambient i el Desenvolupament, Agenda 21 sobre desenvolupament sostenible, i els Principis relatius als boscos, sobre la conservació i desenvolupament dels boscos.També van signar-se uns acords multilaterals com la Convenció sobre Diversitat Biològica, la Convenció Marc sobre el Canvi Climàtic, i la Convenció de les Nacions Unides per la Lluita contra la Desertificació aprovats anys més tard. Els països de tot el món comencen a entendre la gravetat del problema ambiental i es doten d'instruments per gestionar millor aquesta problemàtica creant organismes cooperatius com l'Environmental Foundation for Africa, el Sahara and Sahel Observatory (1992), o l'Agència Europea de Medi Ambient (1994). Aquest corrent de sensibilització mundial vers els problemes mediambientals va quallar el 1997 amb l'acord del Protocol de Kyoto: A Kyoto (Japó) es va organitzar la tercera Cimera del Clima amb l'objectiu d'establir un protocol vinculant de reducció de les emissions, i que els països industrialitzats es comprometessin a executar un conjunt de mesures per reduir els gasos amb efecte d'hivernacle. Els governs signataris pactaren reduir en un 5,2% de mitjana de les emissions contaminants entre 2008 i el 2012 per canviar les previsions d'augment entre 1,4 i 5,8 °C durant el segle xxi, segons estimacions del Grup Intergovernamental sobre el Canvi Climàtic.de Nacions Unides.

Representació esquemàtica dels intercanvis d'energia entre l'espai exterior, l'atmosfera terrestre, i la superfície de la Terra.

Durant les primeres dècades del segle XXI es succeeixen diversos episodis ambientals rellevants que no fan sinó que reforçar el moviment ecologista: El vessament del Prestige (2002) -amb un especial impacte a nivell espanyol, Tsunami a l'Oceà Indic (2004), els huracans Katrina, Rita i Wilma (2005) i Sandy (2012); el Cicló Nargis (2008); els Terratrèmols d'Haití i Xile (2010); l'erupcions del Eyjafjalla (2010) i el Puyehue (2011); el Tifó Haynan (2012) son alguns dels episodis mes rellevants que han corprès l'opinió pública mundial. Però el que va tenir major impacte va ser el Terratrèmol i tsunami del Japó al 2011 que va provocar l'Accident nuclear de Fukushima.
Les conferències sobre canvi climàtic han anat continuant a Johanesburg (2002), Cancun (2010), Durban (2011), per acabar amb l'Acord de París (2015) que estableix mesures per a la reducció de les emissions de gasos amb efecte d'hivernacle a partir de l'any 2020 i del qual els Estats Units s'han desvinculat durant el 2017.
Diferents investigadors i membres de la societat civil han pres consciència dels problemes ambientals i han publicat llibres i documentals divulgatius que han ajudat a prendre consciència social: Bill McKibben publicava The End of Nature (1989) sobre l'escalfament global, el vicepresident dels Estats Units Al Gore publica Earth in the Balance (1992) que tracta diferents problemes ecològics, Jared Mason Diamond publica Collapse: How Societies Choose to Fail or Succeed (2005) sobre canvi climàtic i superpoblació humana; la pel·lícula Una veritat incòmoda es presentada per Al Gore (2006) per sensiblitzar sobre l'escalfament global; Nigel Lawson publica An Appeal to Reason també sobre escalfament global, i Thomas Friedman publica Hot, Flat, and Crowded (2008) sobre tecnologies verdes, i el documental Under the Dome, sobre la contaminació a la China (2015) en son uns quants exemples.

### Radicalisme ecològic pren els carrers

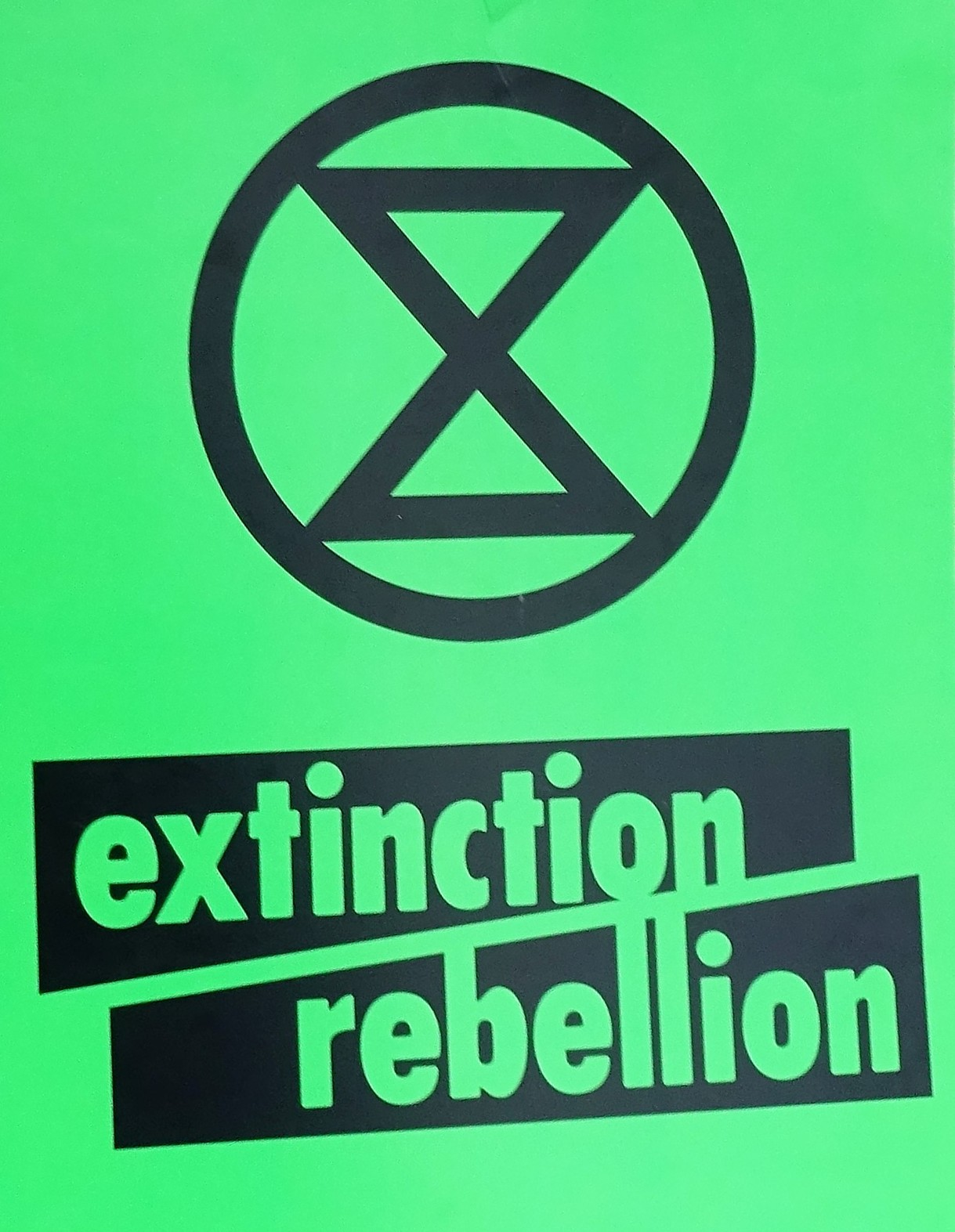
Pancarta del grup Extinction Rebellion.

El moviment ecologista s'ha divesificat força a partir del 2018, sorgint grups de resistència pacífica i acció directa que volen canviar l'statu quo actual en relació als problemes mediambientals que afecten al planeta. De fet es la continuació de les moltes iniciatives que ha tingut el corrent d'ecologisme radical i que te com a eines fonamentals de convocatòria l'ús de les xarxes socials en les seves campanyes.
En aquest sentit sorgeix el grup Extinction Rebellion (abreujat com XR) com a moviment sociopolític que utilitza resistència noviolenta per protestar contra el canvi climàtic, la pèrdua de biodiversitat, el col·lapse ecològic i el risc d'extinció humanitat. El maig de 2018 un centenar de personalitats del món educatiu van donar suport a diversos actes de desobediència civil a Londres. La seva font d'inspiració han estat els moviments populars com Occupy London, el moviment independentista de Gandhi, les sufragistes, Martin Luther King i altres iniciatives del moviment dels drets civils. La seva actuació vol arribar fins a les últimes conseqüències, com les tactiques antibelicistes utilitzades als anys 60 pel Committee of 100.
Un any més tard, el 2019, apareix el moviment juvenil Vaga escolar pel clima. Es tracta d'un moviment internacional d'estudiants de secundària que decideix no assistir a classes i participar en manifestacions que reclamin una acció de la classe política per impedir un l'escalfament global i el canvi climàtic que esta afectant a tot el planeta. La seva font d'inspiració ha estat la campanya que va portar a terme jove sueca Greta Thunberg el 20 d'agost del 2018, en la que demanava al parlament del seu páis el compromís amb les resolucions de l'Acord de París de 2015. Va idear l'eslogan FridaysForFuture que ha arribat a tenir un ressò i impacte mundial. A Espanya va començar a introduir-se a partir del moviment creat pels estudiants de la Universitat de Girona.
Earth Strike també ha estat un moviment que s'ha generat a partir de la figura grassoots, organització natural i espontània que crida a la vaga general per l'acció climàtica. La primera edició va començar el 27 Setembre de 2019, com aniversari de la 57ena edició de l'obra de Rachel Carson, Primavera Silenciosa, obra clau en la història del moviment ecologista.

### Cronologia de la història mediambiental
El moviment ecologista neix com un corrent conservacionista en el segle xix per avançar cap a posicions de crítica i compromís vers el medi natural en el segle xx. El segle XXI s'ha caracteritzat per la globalització i el compromís de les comunitats de base per la lluita ecologista.
| - 1832- Hot Springs Reservation - 1854- Henry David Thoureau escriu Walden - 1864- Primer parc nacional: Yosemite Valley per Abraham Lincoln - 1864- Raj britànic crea l'''Indian Forest Service'' - 1872- Yellowstone National Park - 1889- Creació de Plumage League, ara RSPB - 1892- Sierra Club - 1895- National Trust for Places of Historic Interest or Natural Beauty - 1905- National Audubon Society - 1906- Roosevelt signa Antiquities Act - 1916- National Park Service Organic Act - 1919- Grand Canyon National Park - 1922- BirdLife International - 1933- Programa del New Deal: Cos Civil de Conservació - 1948- Unió Internacional per a la Conservació de la Natura - 1949- UN Scientific Conference on the Conservation and Utilization of Resources - 1949- Aldo Leopold publica A Sand County Almanac - 1952- Episodi del Big Smoke a Londres. - 1954- Vaixell Lucky Dragon exposat a la radiació per la bomba d'Hidrògen - 1954- Humane Society of the United States - 1956- Malaltia de Minamata per abocament incontrolat de mercuri | - 1961- World Wildlife Foundation - 1961- Agent taronja comença a utilitzar-se al Vietnam - 1962- Rachel Carson publica Silent Spring - 1963- Durrell Wildlife Conservation Trust - 1963- Clean Air Act USA - 1964- Land and Water Conservation Act USA - 1964- National Wilderness Preservation System USA - 1967- Roderick Nash publica "Wilderness and the American Mind" - 1967- Accident de petrolier Torrey Canyon - 1968- National Trails System USA - 1968- National Wild and Scenic Rivers System USA - 1968- Paul R. Ehrlich escriu Population Bomb - 1969- National Environmental Policy Act USA - 1969- Vessament de petroli al Canal de Santa Barbara - 1970- Primer Dia de la Terra (22 April) - 1970- Environmental Protection Agency - 1970- Preserve Planet - 1971- Greenpeace - 1972- Barbara Ward i René Dubos publiquen Only One Earth: The Care and Maintenance of a Small Planet - 1972- Programa de les Nacions Unides per al Medi Ambient - 1972- Primera Cimera de la Terra d'Estocolm - 1972- Club de Roma presenta el The Limits to Growth - 1972- Clean Water Act USA | - 1973- CITES - 1973- Moviment Chipko per la conservació forestal a India - 1973- Endangered Species Act - 1973- Sea Shepherd Conservation Society - 1974- Mario Molina i Frank Sherwood Rowland adverteixen forat capa d'ozó - 1975- Edward Abbey publica The Monkey Wrench Gang - 1976- Investigacions sobre residus al Love Canal - 1976- Front d'Alliberament Animal - 1979- Accident de Three Mile Island - 1979- Hipòtesi Gaia per James Lovelock - 1980- Earth First! - 1980- People for the Ethical Treatment of Animals - 1982- Desastre de Bhopal - 1982- World Resources Institute - 1984- Nevada Desert Experience - 1985- Conveni de Viena per a la protecció de la capa d'ozó - 1985- Joe Farman reporta Forat de la capa d'ozó a l'Antàrtida - 1985- David Foreman publica Ecodefense: A Field Guide to Monkeywrenching - 1986- Accident de Txernòbil - 1987- Protocol de Montreal - 1987- Rainforest Alliance - 1988- Earthlife Africa - 1989- Accident del petrolier Exxon Valdez - 1989- Bill McKibben publica The End of Nature | - 1991- Moviment per l'Extinció Humana Voluntària - 1991- Global Environment Facility - 1992- Cimera de la Terra de Nacions Unides - 1992- Principis relatius als boscos - 1992- Convenció sobre Diversitat Biològica - 1992- Front d'Alliberament de la Terra - 1992- Environmental Foundation for Africa - 1992- Al Gore publica Earth in the Balance - 1992- Sahara and Sahel Observatory - 1993- European Forest Institute - 1993- Agència Europea de Medi Ambient - 1994- Comissió de Cooperació Ambiental - 1994- Convenció Marc sobre el Canvi Climàtic - 1994- Convenció de les Nacions Unides per la Lluita contra la Desertificació - 1995- Global Environment Outlook - 1997- Agenda 21 - 1997- Protocol de Kyoto - 1999- Estratègia mundial per a la conservació de les plantes - 2000- United Nations Forum on Forests (UNFF) - 2000- Great Apes Survival Partnership - 2002- Vessament del Prestige - 2002- Cimera de la Terra de Johannesburg | - 2005- Campions de la Terra - 2005- Jared Mason Diamond publica Collapse: How Societies Choose to Fail or Succeed - 2006- Una veritat incòmoda (film) documental presentat per Al Gore - 2007- Aliança Internacional per a l'Acció contra el Carboni - 2008- Conferència de l'oceà Àrtic - 2008- Programa REDD - 2008- Nigel Lawson publica An Appeal to Reason - 2008- Thomas Friedman publica Hot, Flat, and Crowded - 2008- Climate Rush - 2010- Vessament del Deepwater Horizon - 2010- Conferència de l'ONU sobre el Canvi Climàtic de Cancun - 2011- Deep Green Resistance - 2011- Accident nuclear de Fukushima. Terratrèmol i tsunami del Japó - 2012- Conferència de l'ONU sobre el Canvi Climàtic de Durban - 2012- Climate and Clean Air Coalition to Reduce Short-Lived Climate Pollutants - 2012- Plataforma Intergovernamental en Biodiversitat i Serveis dels Ecosistemes - 2012- 2012 United Nations Climate Change Conference a Doha - 2013- Marxa contra Monsanto - 2013- Convenció de mercuri de Minamata - 2015- Under the Dome (film) sobre contaminació China - 2015- Conferència de l'ONU sobre el Canvi Climàtic 2015 - 2015- Acord de París - 2016- Països signants del Protocol de Montreal adopten l'esmena Kigali per la reducció de Hydrofluorocarbons (HFCs) - 2017- Retirada dels Estats Units de l'Acord de París - 2018- Extinction Rebellion - 2019- Vaga escolar pel clima |

## Abast del moviment

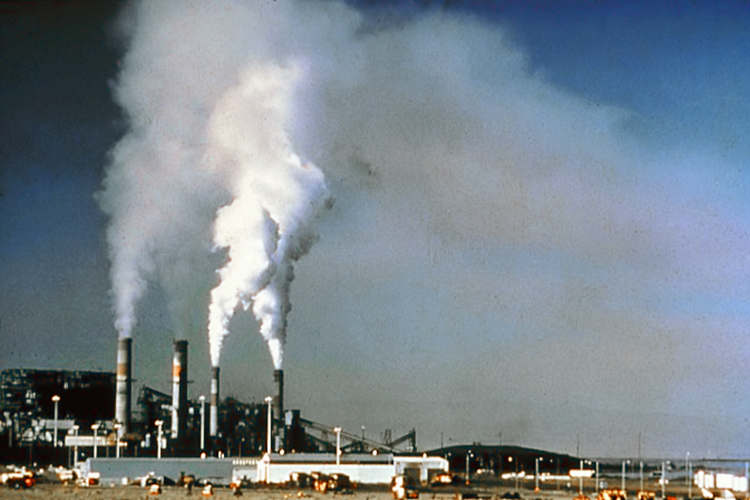
Abans de dessulfuració de gasos s'instal·lessin, les emissions de contaminació atmosfèrica d'aquesta cenral a Nou Mèxic contenien quantitats excessives de diòxid de sofre

Les ciències ambientals estudien les interaccions entre els components físics, químics i biològics del medi ambient. L'ecologia, és l'estudi científic de la distribució i l'abundància d'organismes vius, i de com aquests éssers es veuen afectats per les relacons entre els organismes i el seu entorn.

### Factors principals
El moviment ecologista té un ampli abast i pot incloure qualsevol tema relacionat amb el medi ambient, la conservació i la biologia, així com la preservació dels paisatges, la flora i la fauna per a diversos propòsits i usos. Quan es comet un acte de violència contra algú o alguna institució en nom de la defensa del medi ambient, se l'anomena ecoterrorisme.
- El moviment conservacionista te l'objectiu de protegir els espais naturals per un consum sostenible, així com les usos tradicionals (caça, pesca, trampeig) i usos espirituals.
- La protecció del mediambient és el procés en el qual s'implica la conservació dels aspectes naturals del medi. Ja sigui a través de la repoblació forestal, reciclatge, o control de contaminació, la protecció del medi manté la qualitat de la vida de la natura.
- El moviment de salut mediambiental comença inicialment en el que es coneix com a Era Progressiva. Es centra en els estàndards urbans com aigua neta, gestió eficient de les aigües residuals, i un creixement estable de la població. La salut mediambiental també pot tractar temes relacionats amb la nutrició, medicina preventiva, envelliment, i altres preocupacions específiques del benestar humà. La salut ambiental també es veu com un indicador de l'estat de medi biofísic, o com un sistema d'alerta previ del que pot passar als humans.
- La justícia mediambiental és un moviment que va començar als Estats Units a la dècada dels vuitanta del segle XX i va busca acabar amb el racisme mediambiental. Aquesta, pretenia evitar que les comunitats amb ingressos baixos i les minories s'exposéssin als desequilibris ocasionats per les autopistes, abocadors d'escombraries, i fàbriques. El moviment de Justícia mediambiental vol relacionar les preocupacions ambientals "socials" i "ecològiques", alhora que impedeix el racisme de facto i el classisme. Això el fa especialment adequat per a la generació d'aliances del treball i el medi.[72]
- El moviment relacionat amb el medi ambient pot implicar a la Hipòtesi Gaia, així com Valor de la Terra i altres interaccions entre éssers humans, ciència, i la responsabilitat.
- El moviment ecologista Bright Green és un sub-moviment actual popular, que posa l'accent en la idea que a través de la tecnologia, un bon disseny i un ús més acurat de l'energia i els recursos, la gent pot viure de forma responsable i sostenible mentre gaudeix en prosperitat.
- Els moviments Light Green, i Dark Green[73][74] es distingeixen respectivament per veure l'ambientalisme com una opció de vida (light green), i que promou una reducció de recursos humans, també anomenat anarcoprimitivisme (dark green)
- L'Ecologia profunda és una derivació ideològica del moviment ecologista, que veu la diversitat i la integritat de l'ecosistema planetari en si mateixa com a valor principal.
- El moviment antinuclear s'oposa l'ús de diverses tecnologies nuclears. L'objectiu inicial antinuclear era el desarmament nuclear, i més tard es va centrar en altres qüestions, principalment l'oposició a l'ús de l'energia nuclear. Els principals grups antinuclears han liderat protestes i manifestacions sobe aquest problema, amb campanyes com: la Campanya pel Desarmament Nuclear, Amics de la Terra, Greenpeace, Associació Internacional de Metges per a la Prevenció de la Guerra Nuclear, i el Servei d'Informació i Recursos Nuclears.

## Teoria i llei mediambiental

### Drets de propietat
Moltes demandes mediambientals qüestionen els drets legals dels propietaris i si el públic en general té dret a intervenir amb pràctiques perjudicials que es produeixen a la terra d'altres persones. Les organitzacions de dret ambiental existeixen a tot el món, com ara el Environmental Law and Policy Center en el Oestmitjà dels Estats Units.

### Els drets dels ciutadans
Una de les primeres demandes per establir que els ciutadans poden demanar danys ambientals i estètics va ser la Scenic Hudson Preservation Conference v. Federal Power Commission, va dictaminar el 1965 pel Segon Circuit d'Apel·lacions del Tribunal. El cas va ajudar a frenar la construcció d'una central elèctrica a Storm King Mountain a l'Estat de Nova York. La United States envronmental law i David Sive hi van resultat implicats en el cas.

### Els drets de la naturalesa
L'assaig de Christopher D. Stone, de 1972, "Should trees have standing?" va tractar la qüestió de si els propis objectes naturals haurien de tenir drets legals. En el text, Stone suggereix que el seu argument és vàlid perquè molts titulars de drets actuals (dones, nens) van ser vistos una vegada com a objectes..

## Reactivisme ambiental
Nombroses crítiques i ambigüitats ètiques han donat lloc a preocupacions creixents sobre la tecnologia, incloent l'ús de pesticides potencialment nocius, additius com el fluorur i les plantes de processament d'etanol extremadament perilloses.
El Síndrome de NIMBY es refereix a la protecció pública provocada per la reacció del genoll davant la manca de voluntat d'exposar-se fins i tot als desenvolupaments necessaris. Alguns biòlegs i ecòlegs seriosos van crear el moviment ecològic científic que no confondria dades empíriques amb visions d'un món futur desitjable.

## Ecologisme avui

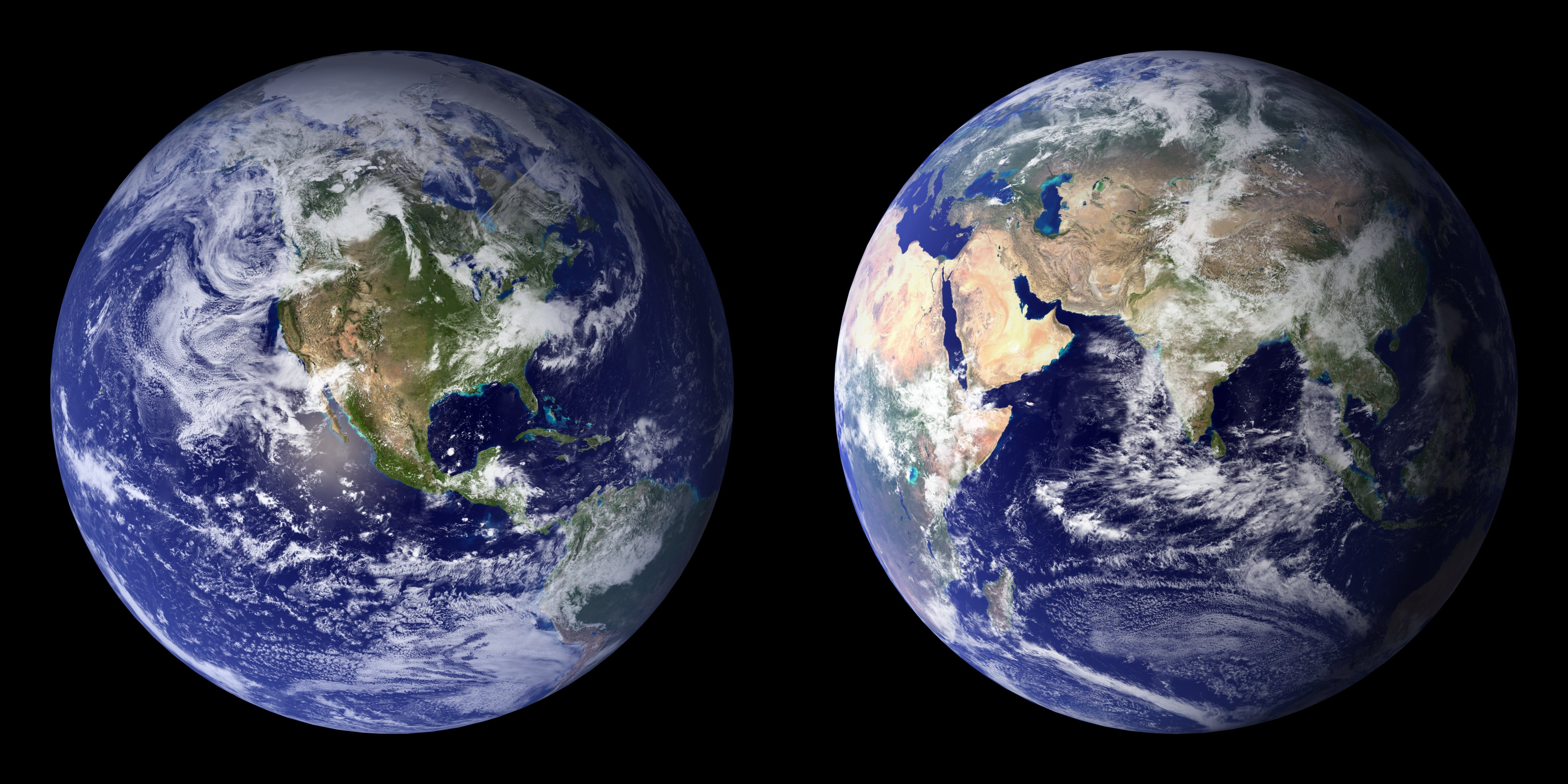
Fotomuntatge de la terra generada per la NASA el 2001 (esquerre) i 2002 (dreta)

Avui, les ciències de l'ecologia i les ciències ambientals, a bana de qualsevol objectiu estètic, proporcionen la base de la unitat d'alguns ecologistes seriosos. A mesura que es reuneix més informació en àmbits científics, com la biodiversitat, s'hi oposa una preocupació mes estètica dels ecologistes. La Biologia de conservació també és un camp que ha evolucionat.
En els darrers anys, el moviment ecologista s'ha centrat cada vegada més en l'escalfament global com un dels principals problemes. Les preocupacions sobre el canvi climàtoc van arribar a ser la idea dominant. Des de les connexions dibuixades entre Huracà Katrina fins al posicionament d'Al Gore amb An Inconvenient Truth, cada vegada hi ha més grups ambientals que van reorientar els seus esforços. Als Estats Units, el 2007 va ser testimoni de la major manifestació ambiental popular, Step It Up 2007, amb concentracions en més de 1.400 comunitats i els 50 estats per a solucions reals vers d'escalfament global.
Moltes organitzacions religioses i esglésies individuals tenen programes i activitats dedicades a qüestions mediambientals. El moviment religiós sovint és recolzat per la interpretació de les escriptures. La majoria dels principals grups religiosos es mostren a favor del medi ambient i comprenen des de les professions jueva, islàmica, anglicana, ortodoxa, evangèlica, zoroastriana, cristiana i catòlica.

## Moviment ambientalista radical
El moviment ambientalista radical va sorgir d'una frustració basada en l'ecocentrisme com una opció principal ambientalista. El moviment ambiental radical aspira al que l'erudit Christopher Manes denomina "un nou tipus d'activisme ambiental: iconoclasta, intransigent, descontent amb la política tradicional de conservació, de vegades il·legal ...". El ambientalisme radical pressuposa la necessitat de reconsiderar les idees occidentals de religió i filosofia (incloent capitalisme, patriarcat i globalització) de vegades a través de "ressacralització" i la reconnexió amb la natura. Greenpeace representa una organització amb un enfocament radical, però ha contribuït de manera seriosa a la comprensió de qüestions crítiques i té un nucli orientat a la ciència amb el radicalisme com a mitjà per exposar als mitjans de comunicació. Grups com Earth First! han pres una postura molt més radical. Alguns grups ecologistes radical aposten per aquest radicalisme o el de Front d'Alliberament de la Terra, Ecoterrorisme, i Capital Public.

## Crítiques
Els crítics conservadors del moviment caracteritzen el moviment ecologista com a radical i equivocat. Especialment els crítics de la Endangered Species Act, han estat escrutats últimament. La Clean Air Act, van dir que estaven en conflicte amb els drets de propietat privada, els beneficis de les empreses i el creixement econòmic global de la nació dels Estats Units. Els crítics també desafien les evidències científiques de l'escalfament global. Argumenten que el moviment ecologista ha desviat l'atenció de qüestions més urgents.